# 알루민산 나트륨
알루민산 나트륨(Sodium aluminate)은 많은 산업 및 기술 응용 분야에서 효과적인 수산화알루미늄 공급원으로 사용되는 무기 화합물이다. 순수 알루민산나트륨(무수)은 NaAlO2, NaAl(OH)4(수화), Na2O·Al2O3 또는 Na2Al2O4로 다양하게 표시되는 화학식을 갖는 백색 결정질 고체이다. 상업용 알루민산나트륨은 용액이나 고체로 이용 가능하다. Na2O와 Al2O3의 반응에 의해 제조되는 알루민산 나트륨이라고도 불리는 다른 관련 화합물로는 개별 AlO45- 음이온을 포함하는 Na5AlO4, 복잡한 중합체 음이온을 포함하는 Na7Al3O8 및 Na17Al5O16, 한때 알루미늄 상인 베타-알루미나로 잘못 여겨졌던 NaAl11O17이 있다.

## 구조
무수 알루민산나트륨인 NaAlO2는 모서리가 연결된 AlO4 사면체의 3차원 구조를 포함한다. 수화된 형태의 NaAlO2·5/4H2O에는 AlO4 사면체 층이 고리로 결합되어 있으며, 이 층은 AlO4 사면체의 O 원자에 수소 결합하는 나트륨 이온과 물 분자에 의해 서로 결합되어 있다.

## 제조
알루민산나트륨은 가성소다(NaOH) 용액에 수산화알루미늄(Al(OH)3)을 용해시켜 제조된다. 수산화알루미늄(깁사이트)은 끓는점 근처 온도에서 20~25% NaOH 수용액에 용해될 수 있다. 더 농축된 NaOH 용액을 사용하면 반고체 제품이 생성된다. 이 공정은 증기로 가열되는 니켈이나 강철 용기에서 수행되어야 하며, 수산화알루미늄은 펄프가 형성될 때까지 약 50% 가성소다 수용액과 함께 끓여야 한다. 최종 혼합물을 탱크에 붓고 냉각해야 한다. 그러면 약 70% NaAlO2를 함유하는 고체 덩어리가 형성된다. 이 제품은 분쇄된 후 회전식 오븐에서 탈수된다. 생성된 생성물에는 NaAlO2 90%와 물 1%, 유리 NaOH 1%가 포함되어 있다.

## 같이 보기
- 보크사이트

1. ↑  Kaduk, James A.; Pei, Shiyou (1995). “The Crystal Structure of Hydrated Sodium Aluminate, NaAlO2•5/4H2O, and Its Dehydration Product”. 《Journal of Solid State Chemistry》 115 (1): 126–139. doi:10.1006/jssc.1995.1111.
2. ↑  The Merck Index. 10th ed. Rahway, New Jersey: Merck Co., Inc., 1983., p. 1229